# Gabriele Minì
Gabriele Minì, né le 20 mars 2005 à Palerme, est un pilote automobile italien. Champion d'Italie de Formule 4 en 2020 et managé par Nicolas Todt via la structure All Road Management, il est membre de l'Alpine Academy depuis 2023.

## Biographie

### Débuts en karting puis en monoplace

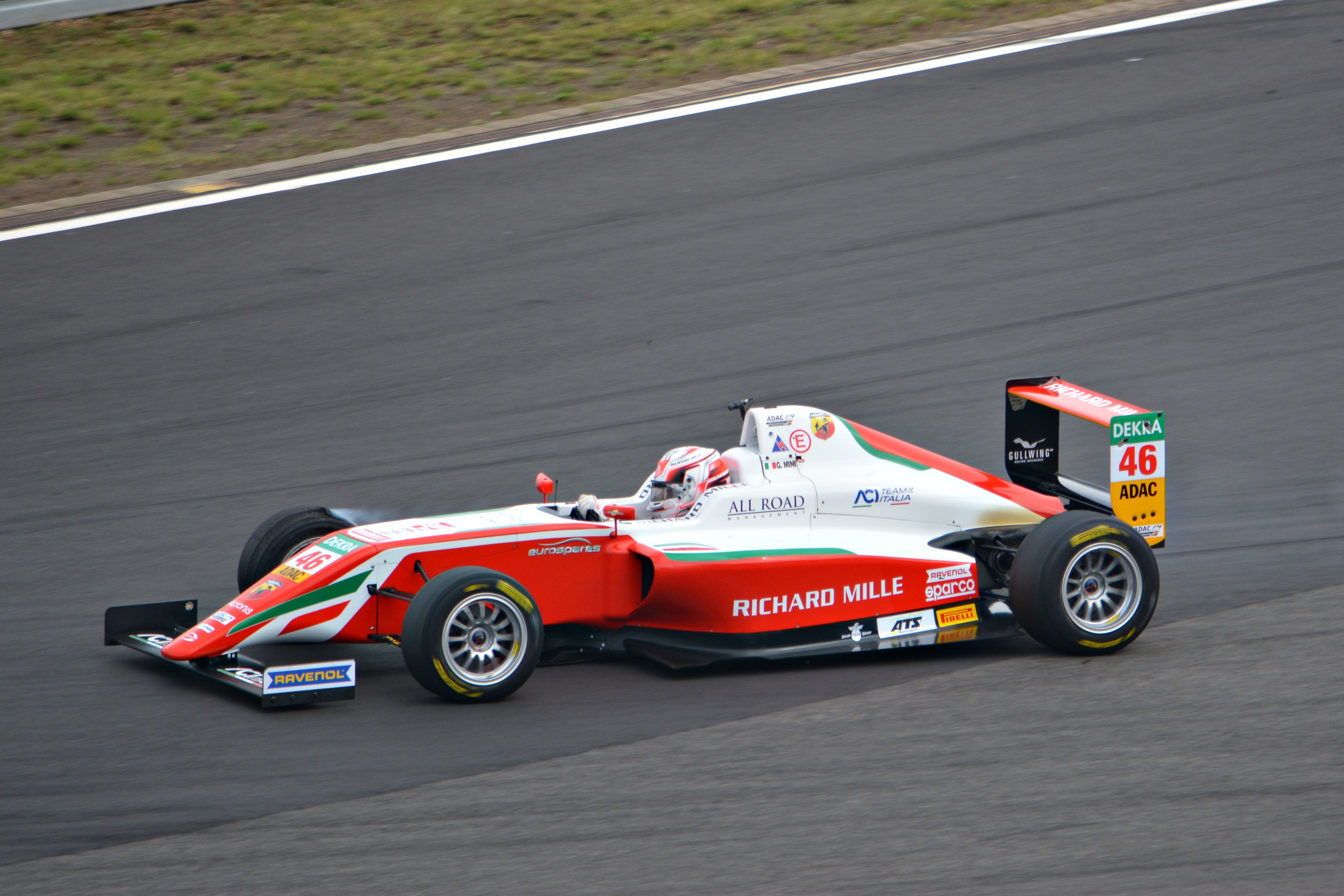
Gabriele Minì en Formule 4 allemande en 2020 au Nürburgring

Gabriele Minì fait ses débuts en karting en 2012, remportant son premier championnat d'Italie en 2017, avant de finir vice-champion d'Europe et vice-champion du monde OK-Junior, tout en remportant les WSK Super Master Series en 2018. À la suite de ces performances internationales majeures, il rejoint la prestigieuse structure All Road Management de Nicolas Todt, qui a déjà amené Charles Leclerc ou encore Jules Bianchi en Formule 1. L'année suivante, il reste en karting en OK Senior, étant sacré vice-champion d'Europe, et remportant le titre FIA de Débutant de l'année, réservé aux pilotes de moins de seize ans dans leur première saison en karting Senior. Un peu avant ses quinze ans, il passe en monoplace, en rejoignant Prema Powerteam dans le championnat d'Italie de Formule 4, et prévoyant de participer à quelques manches du championnat d'Allemagne. Malgré une concurrence relevée face à des pilotes soutenus par des équipes de Formule 1, Gabriele Minì est sacré champion d'Italie avec 76 points d'avance, une manche avant la fin de la saison, avec quatre victoires, devenant le premier Italien à remporter ce championnat.

### Formule Régionale

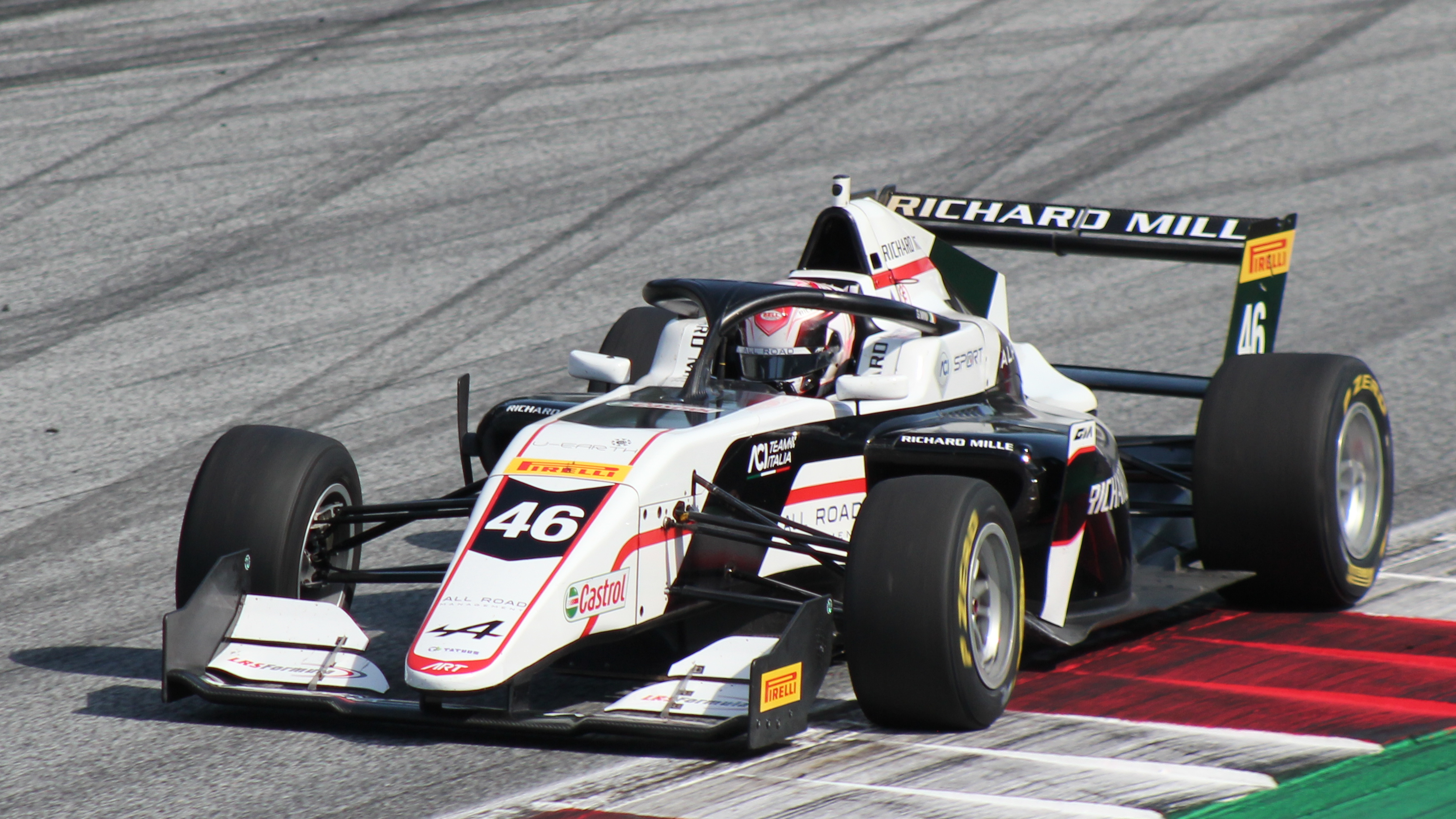
Gabriele Minì en Formule Régionale en 2021 à Spielberg

En décembre 2020, Gabriele Minì prend part aux essais d'avant-saison dans le Championnat d'Europe de Formule Régionale avec l'écurie ART Grand Prix aux côtés de son rival de Formule 4, Francesco Pizzi et du suisse Grégoire Saucy. Ayant peu d'expérience en monoplace, il impressionne en réalisant le deuxième meilleur temps de la journée. Après un deuxième test réalisé quelques jours plus tard, il est confirmé dans l'équipe pour disputer la saison 2021. Il monte sur son premier podium lors de la deuxième manche disputée à Barcelone. Après trois autres podiums dont deux à Zandvoort, il termine la saison à la septième place du championnat avec 122 points. Il rempile en 2022 dans la même équipe avec laquelle il remporte trois victoires et monte à neuf reprises sur le podium. Il termine deuxième du championnat avec 242 points.

### Formule 3 FIA

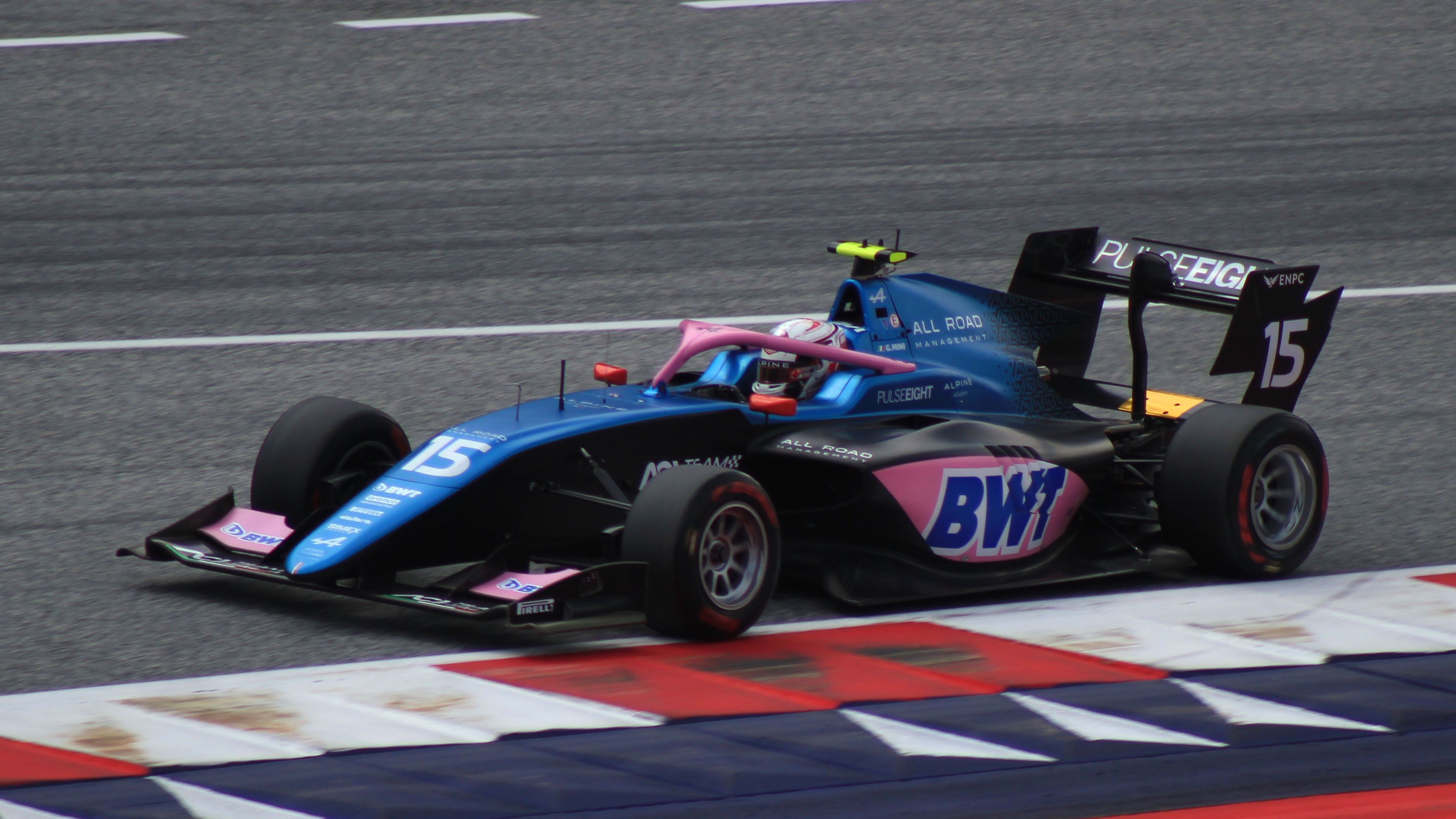
Gabriele Minì en Formule 3 FIA en 2023 à Spielberg.

Fin septembre 2022, il participe aux essais d'après-saison de la Formule 3 FIA avec l'écurie Hitech Grand Prix,, au cours desquels il réalise le meilleur temps de la première journée. En novembre, Minì est confirmé par Hitech pour la saison 2023. Le 14 février 2023, Minì annonce qu'il rejoint l'Alpine Academy. Il dispute durant l'hiver le championnat de Formule Régionale Moyen-Orient pour se préparer à sa saison de Formule 3. 
Dans le début de saison 2023, l'Italien se montre performant dès ses premières courses. Il remporte deux victoires au cours de la saison et monte sur quatre podiums, mais connait une fin de saison plus difficile. Il termine 7e du championnat.

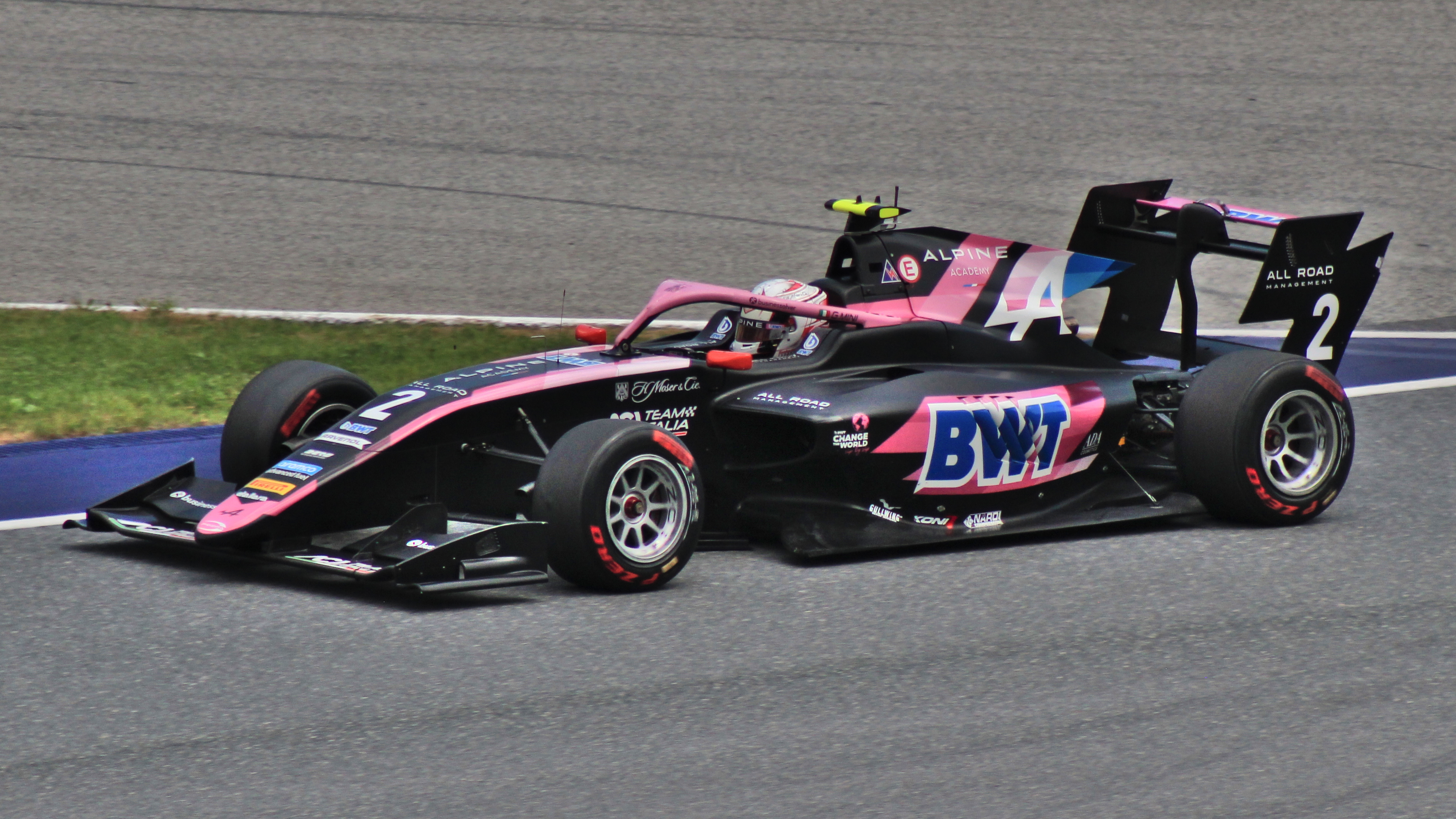
Gabriele Minì en Formule 3 FIA en 2024 à Spielberg.

En 2024, Minì rejoint Prema Racing. Il déroche son premier podium de la saison à Melbourne. Quelques semaines plus tard il termine vainqueur lors de la course principale de Monaco. Grâce à cette performance et à trois autres podiums décrochés en seconde moitié de saison, il est longtemps en lutte pour le titre face aux anglais Luke Browning et Arvid Lindblad, ainsi que son compatriote Leonardo Fornaroli. Il s'incline finalement face à ce dernier lors de la dernière course de la saison à Monza, perdant le titre dans le dernier virage. L'Italien est ensuite disqualifié pour une pression de pneus incorrecte. Il termine cependant vice-champion avec deux points d'avance sur Browning.

## Résultats en compétition automobile
| Saison | Championnat                          | Écurie            | Courses | Victoires | Pole positions | Meilleurs tours | Podiums | Points | Classement |
| ------ | ------------------------------------ | ----------------- | ------- | --------- | -------------- | --------------- | ------- | ------ | ---------- |
| 2020   | Championnat d'Italie de Formule 4    | Prema Powerteam   | 20      | 4         | 5              | 2               | 12      | 284    | Champion   |
| 2020   | Championnat d'Allemagne de Formule 4 | Prema Powerteam   | 6       | 1         | 2              | 2               | 4       | 82     | 10e        |
| 2021   | Formule Régionale Europe             | ART Grand Prix    | 20      | 0         | 0              | 0               | 4       | 122    | 7e         |
| 2022   | Formule Régionale Asie               | Hitech Grand Prix | 12      | 2         | 1              | 1               | 4       | 130    | 4e         |
| 2022   | Formule Régionale Europe             | ART Grand Prix    | 20      | 3         | 3              | 5               | 9       | 242    | 2e         |
| 2023   | Formule Régionale Moyen-Orient       | Hitech Grand Prix | 6       | 0         | 1              | 0               | 0       | 10     | 22e        |
| 2023   | Formule 3 FIA                        | Hitech Grand Prix | 18      | 2         | 2              | 1               | 4       | 92     | 7e         |
| 2024   | Formule 3 FIA                        | Prema Racing      | 20      | 1         | 1              | 1               | 5       | 130    | 2e         |
| 2024   | Formule 2                            | Prema Racing      | 2       | 0         | 0              | 0               | 1       | 6      | 27e        |
| 2025   | Formule 2                            | Prema Racing      | 19      | 0         | 0              | 1               | 2       | 35     | 12e        |